# Cavalieri del Toson d'oro

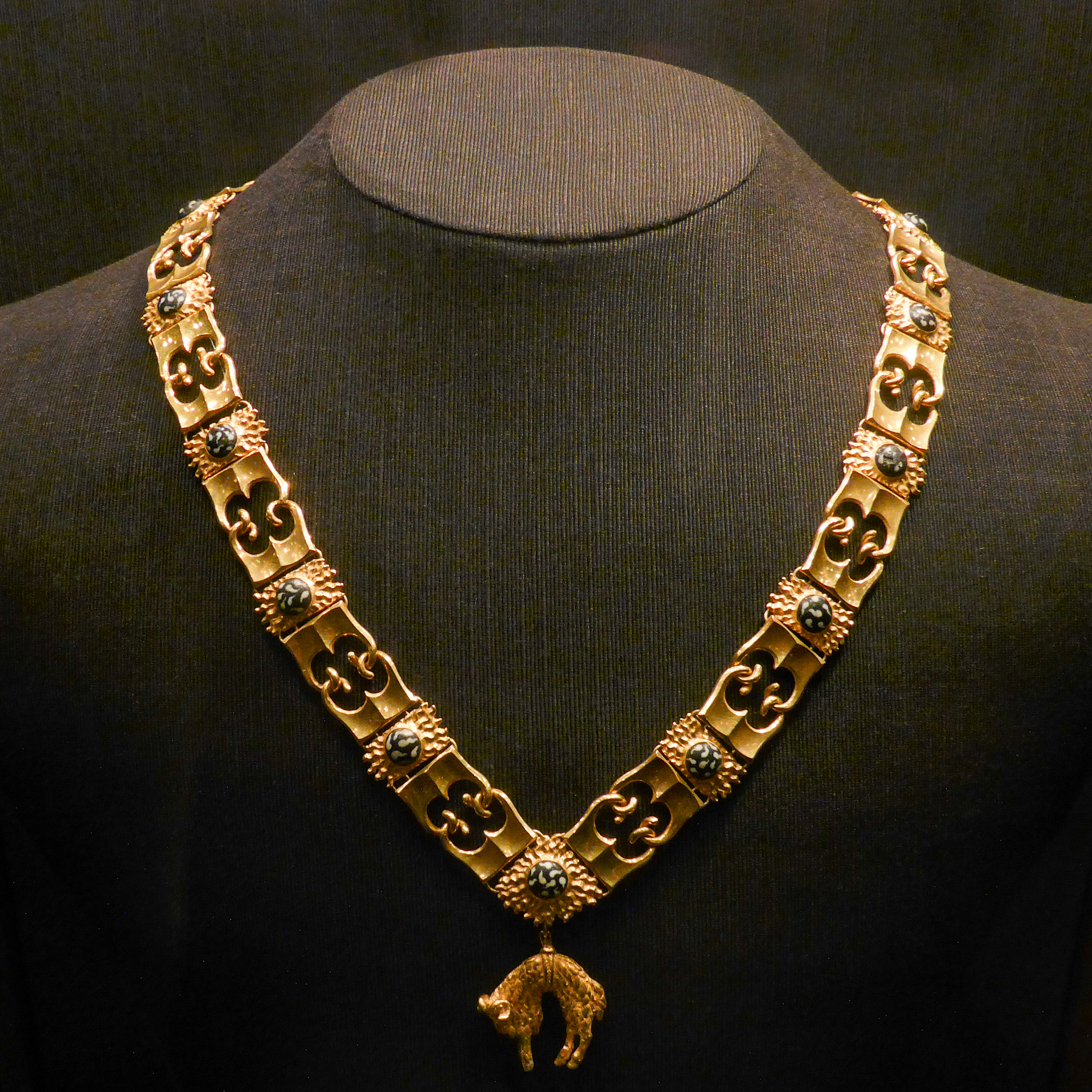
Il collare del Toson d'oro

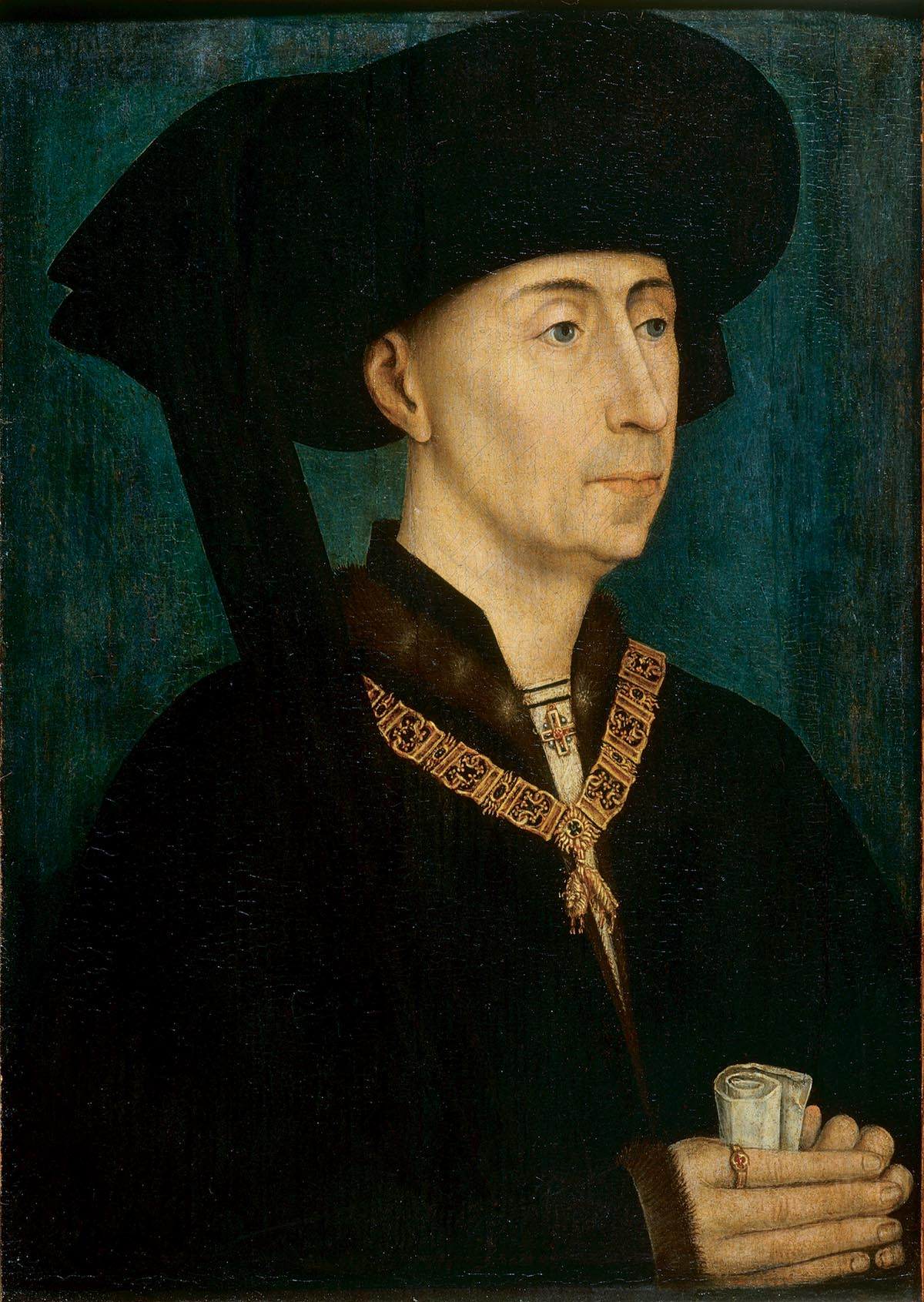
Filippo III di Borgogna

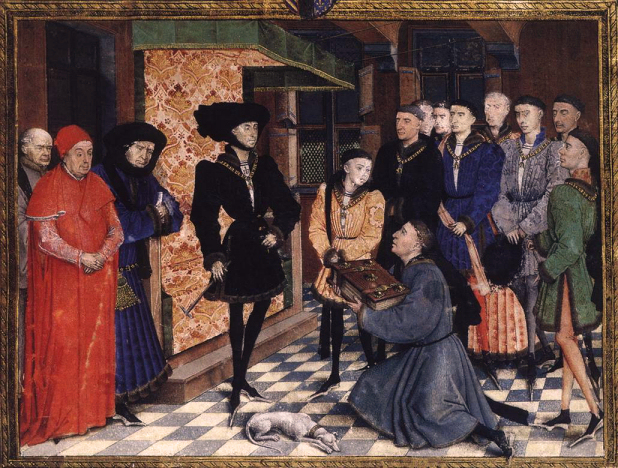
Carlo il Temerario di Borgogna

Questa voce riporta l'elenco dei cavalieri del Toson d'oro dalla loro fondazione da parte del duca di Borgogna Filippo III detto il buono nel 1430 fino alla scissione dell'Ordine in seguito alla Guerra di successione spagnola.

## Gran Maestri dell'Ordine (1430-1700)
- (1430-1467): Filippo III di Borgogna detto il buono, Duca di Borgogna
- (1467-1477): Carlo I di Borgogna, Duca di Borgogna, figlio del precedente
- (1477-1482): Massimiliano I d'Asburgo, Imperatore del Sacro Romano Impero, genero del precedente
- (1482-1506): Filippo il Bello, Re consorte di Castiglia, figlio del precedente
- (1506-1555): Carlo V d'Asburgo, Imperatore del Sacro Romano Impero, figlio del precedente
- (1555-1598): Filippo II di Spagna, Re di Spagna, figlio del precedente
- (1598-1621): Filippo III di Spagna, Re di Spagna, figlio del precedente
- (1621-1665): Filippo IV di Spagna, Re di Spagna, figlio del precedente
- (1665-1700): Carlo II di Spagna, Re di Spagna, figlio del precedente

## Cavalieri creati sotto la casa di Borgogna, 1430-1477
| Luogo e anno di conferimento | Nome                                   | Nascita | Morte | Note                                                                        |
| ---------------------------- | -------------------------------------- | ------- | ----- | --------------------------------------------------------------------------- |
| Bruges, 1430                 | Filippo III di Borgogna detto il buono | 1396    | 1467  | Duca di Borgogna, Fondatore e Gran Maestro (1430-1467)                      |
| Bruges, 1430                 | Guillaume de Vienne                    | 1360    | 1435  | Signore di Saint-Georges, di Sainte-Croix, di Seurre e di Montpont          |
| Bruges, 1430                 | Régnier Pot                            | ?       | 1432  | Signore di la Prugne e di la Roche de Nolay                                 |
| Bruges, 1430                 | Jehan de Roubaix                       | 1369    | 1449  | Signore di Roubaix                                                          |
| Bruges, 1430                 | Roland d'Uytkercke                     | ?       | 1442  | Signore di Hemsrode                                                         |
| Bruges, 1430                 | Antoine de Vergy                       | ?       | 1439  | Conte di Dammartin                                                          |
| Bruges, 1430                 | David de Brimeu                        | ?       | 1451  | Signore di Ligny                                                            |
| Bruges, 1430                 | Hugues de Lannoy                       | 1384    | 1456  | Signore di Santes                                                           |
| Bruges, 1430                 | Jean de La Clite                       | ?       | 1442  | Signore di Comines                                                          |
| Bruges, 1430                 | Antoine de Toulongeon                  | ?       | 1432  | Maresciallo di Borgogna                                                     |
| Bruges, 1430                 | Pietro I di Lussemburgo-Saint Pol      | 1390    | 1433  | Conte di Saint-Pol, di Conversan, di Brienne                                |
| Bruges, 1430                 | Jehan de la Trémoille                  | c. 1377 | 1449  | Signore di Jonvelle                                                         |
| Bruges, 1430                 | Guilbert de Lannoy                     | 1386    | 1462  | Signore di Villerval e di Tronchiennes.                                     |
| Bruges, 1430                 | Jean II de Luxembourg-Ligny            | 1385    | 1440  | Conte di Ligny e di Guisa, Signore di Beaurevoir e di Bohaing               |
| Bruges, 1430                 | Jean de Villiers de L'Isle-Adam        | ?       | 1437  | Maresciallo di Francia                                                      |
| Bruges, 1430                 | Antoine I de Croÿ                      | 1390    | 1475  | Signore di Renty e di Croy, Conte di Porcéan e di Guines                    |
| Bruges, 1430                 | Colart de Brimeu                       | ?       | 1441  | Signore di Massincourt.                                                     |
| Bruges, 1430                 | Robert de Masmines                     | ?       | 1431  | Signore di Masmines, di Berleghem, Hemelveerdegen e Uitbergem               |
| Bruges, 1430                 | Jacques de Brimeu                      | ?       | 1447  | Signore di Grigny                                                           |
| Bruges, 1430                 | Baudouin de Lannoy                     | 1388    | 1474  | Signore di Molembaix                                                        |
| Bruges, 1430                 | Pierre de Bauffremont                  | ?       | 1473  | Signore e Conte di Charny                                                   |
| Bruges, 1430                 | Philippe de Ternant                    | 1400    | 1456  | Signore di Ternant e di la Motte                                            |
| Bruges, 1430                 | Jean II de Croÿ                        | 1395    | 1473  | I Conte di Chimay, Signore di Tour-Sur-Marne                                |
| Bruges, 1430                 | Jean de Créquy                         | 1397    | 1474  | Signore di Créquy, di Canaples, di Fressin e di Moliens                     |
| Bruges, 1430                 | Jean I de Neufchâtel                   | ?       | 1433  | Signore di Montaigu et Amance Saint-Lambert. (escluso dall'ordine nel 1431) |
| Bruges, 1430                 | Louis II de Chalon-Arlay               | 1390    | 1463  | Signore di Arlay e Arguel, principe d'Orange                                |
| Lille, 1431                  | Frédéric de Meurs                      | 1392    | 1451  | Conte de Meurs                                                              |
| Lille, 1431                  | Simon de Lalaing                       | 1405    | 1476  | Signore di Santes                                                           |
| Bruges, 1432                 | André de Toulongeon                    | ?       | 1432  |                                                                             |
| Bruges, 1432                 | Jean IV de Melun                       | 1398    | 1484  | Signore di Antoing                                                          |
| Digione, 1433                | Jacques de Crèvecoeur                  | ?       | 1436  | Signore di Crèvecoeur                                                       |
| Digione, 1433                | Jean IV de Vergy                       | 1378    | 1460  | Signore di Fouvans                                                          |
| Digione, 1433                | Guy III de Pontailler                  | ?       | 1463  | Signore di Tallemé                                                          |
| Digione, 1433                | Baudot de Noyelles-Wion                | ?       | 1468  | Signore di Casteau                                                          |
| Digione, 1433                | Jean de Luxembourg                     | ?       | 1466  | Signore di Hautbourdin                                                      |
| Digione, 1433                | Carlo I di Borgogna                    | 1433    | 1477  | Duca di Borgogna, secondo Gran Maestro (1467-1477), figlio del precedente   |
| Digione, 1433                | Ruprecht IV von Virneburg              | ?       | 1443  | Conte di Virneburg                                                          |
| Digione, 1433                | Thiébaut VIII de Neufchâtel            | 1396    | 1461  | Signore di Neufchâtel                                                       |
| Saint-Omer, 1440             | Carlo di Valois-Orléans                | 1391    | 1465  | Duca d'Orléans                                                              |
| Saint-Omer, 1440             | Giovanni VI di Bretagna                | 1389    | 1442  | Duca di Bretagna                                                            |
| Saint-Omer, 1440             | Giovanni II d'Alençon                  | 1409    | 1476  | Duca d'Alençon                                                              |
| Saint-Omer, 1440             | Mathieu de Foix-Comminges              | 1385    | 1453  | Conte di Comminges                                                          |
| Gand, 1445                   | Alfonso V d'Aragona                    | 1394    | 1458  | Re d'Aragona e di Napoli                                                    |
| Gand, 1445                   | Francesco I di Bretagna                | 1414    | 1450  | Duca di Bretagna                                                            |
| Gand, 1445                   | Luigi di Lussemburgo-Saint-Pol         | 1418    | 1475  | conte di Saint-Pol, conte di Brienne                                        |
| Gand, 1445                   | Frank II van Borsselen                 | 1394    | 1473  | Duca di Ostervant                                                           |
| Gand, 1445                   | Reinoud II van Brederode               | 1415    | 1473  | Signore di Brederode e Vianen                                               |
| Gand, 1445                   | Hendrik II van Borsselen               | 1405    | 1470  | Signore di Vere                                                             |
| Gand, 1445                   | Jean IV d'Auxy                         | 1396    | 1474  | Signore d'Auxy                                                              |
| Gand, 1445                   | Andrieu d'Humières                     | 1403    | 1460  | Signore di Humières                                                         |
| Mons, 1451                   | Giovanni I di Kleve                    | 1419    | 1481  | Duca di Kleve                                                               |
| Mons, 1451                   | Iñigo de Guevara                       | ?       | 1462  | Marchese del Vasto, conte di Ariano                                         |
| Mons, 1451                   | Pedro Folch de Cardona y Villena       | ?       | 1451  | Conte di Collesano                                                          |
| Mons, 1451                   | Jean de Lannoy                         | 1410    | 1493  | Signore di Lannoy                                                           |
| Mons, 1451                   | Jacques de Lalaing                     | 1421    | 1453  | Signore di Bugincourt                                                       |
| Mons, 1451                   | Jean II de Neufchâtel                  | ?       | ?     | Signore di Montagu                                                          |
| L'Aia, 1456                  | Giosia Acquaviva                       | 1399    | 1462  | Duca di Atri                                                                |
| L'Aia, 1456                  | Giovanni II di Nevers                  | 1415    | 1491  | Conte di Nevers                                                             |
| L'Aia, 1456                  | Antonio, Bastardo di Borgogna          | 1422    | 1504  | Conte di La Roche                                                           |
| L'Aia, 1456                  | Adolfo di Kleve                        | 1425    | 1492  | Signore di Ravenstein                                                       |
| L'Aia, 1456                  | Giovanni di Coimbra                    | 1433    | 1457  | Duca di Coimbra                                                             |
| Saint-Omer, 1461             | Giovanni II d'Aragona                  | 1397    | 1479  | Re d'Aragona                                                                |
| Saint-Omer, 1461             | Adolfo di Egmond                       | 1438    | 1477  | Duca di Gheldria                                                            |
| Saint-Omer, 1461             | Thiébaut IX de Neufchâtel              | 1413    | 1469  | Maresciallo di Borgogna                                                     |
| Saint-Omer, 1461             | Philippe Pot                           | 1428    | 1493  | Signore di La Roche de Nolay                                                |
| Saint-Omer, 1461             | Louis de Gruuthuse                     | 1427    | 1492  |                                                                             |
| Saint-Omer, 1461             | Guy de Roye                            | ?       | 1463  | Signore di Roye                                                             |
| Bruges, 1468                 | Edoardo IV d'Inghilterra               | 1442    | 1483  | Re d'Inghilterra                                                            |
| Bruges, 1468                 | Carlo di Valois                        | 1446    | 1472  | Duca di Berry, duca di Normandia e duca di Guienna                          |
| Bruges, 1468                 | Francesco II di Bretagna               | 1433    | 1488  | Duca di Bretagna                                                            |
| Bruges, 1468                 | Luigi di Lussemburgo-Saint-Pol         | 1418    | 1475  | conte di Saint-Pol, Conte di Brienne                                        |
| Bruges, 1468                 | Louis de Chalon-Châtel-Guyon           | 1448    | 1476  | Signore di Château-Guyon                                                    |
| Bruges, 1468                 | Jean Damas                             | ?       | 1481  | Signore di Clessy                                                           |
| Bruges, 1468                 | Jacques de Bourbon                     | 1445    | 1468  |                                                                             |
| Bruges, 1468                 | Jacques de Luxembourg-Ligny            | 1426    | 1487  | Signore di Richebourg                                                       |
| Bruges, 1468                 | Filippo II di Savoia                   | 1443    | 1497  | Duca di Savoia                                                              |
| Bruges, 1468                 | Philippe de Crèvecœur d'Esquerdes      | ?       | 1494  | Maresciallo di Francia, Signore d'Esquerdes                                 |
| Bruges, 1468                 | Claude de Montaigu                     | ?       | 1470  | Signore di Couches                                                          |
| Valenciennes, 1473           | Ferdinando II d'Aragona                | 1452    | 1516  | Re d'Aragona e Napoli                                                       |
| Valenciennes, 1473           | Ferdinando I di Napoli                 | 1424    | 1494  | Re di Napoli                                                                |
| Valenciennes, 1473           | Jean de Rubempré                       | ?       | 1477  | Signore di Bièvres                                                          |
| Valenciennes, 1473           | Philippe I de Croÿ-Chimay              | 1395    | 1483  | Conte di Chimay                                                             |
| Valenciennes, 1473           | Jean de Luxembourg-Soissons            | 1437    | 1476  | Conte di Marle e di Soissons                                                |
| Valenciennes, 1473           | Guy de Brimeu                          | ?       | 1477  | Signore di Humbercourt                                                      |
| Valenciennes, 1473           | Engelberto II di Nassau                | 1451    | 1504  | Conte di Nassau                                                             |

## Cavalieri creati sotto la casa d'Asburgo, 1478-1700

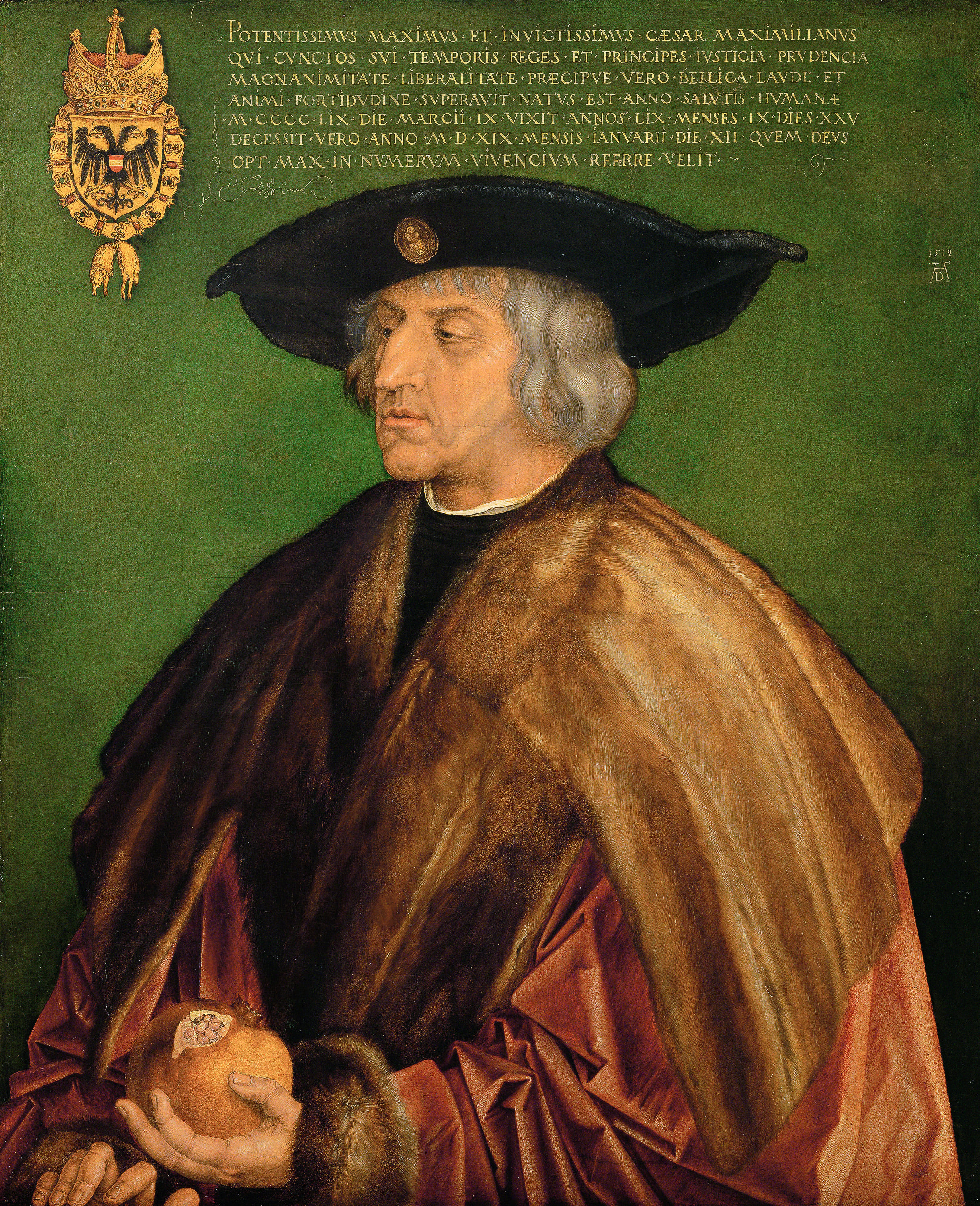
Massimilano I d'Asburgo, III Gran Maestro

Carlo V, V Gran Maestro

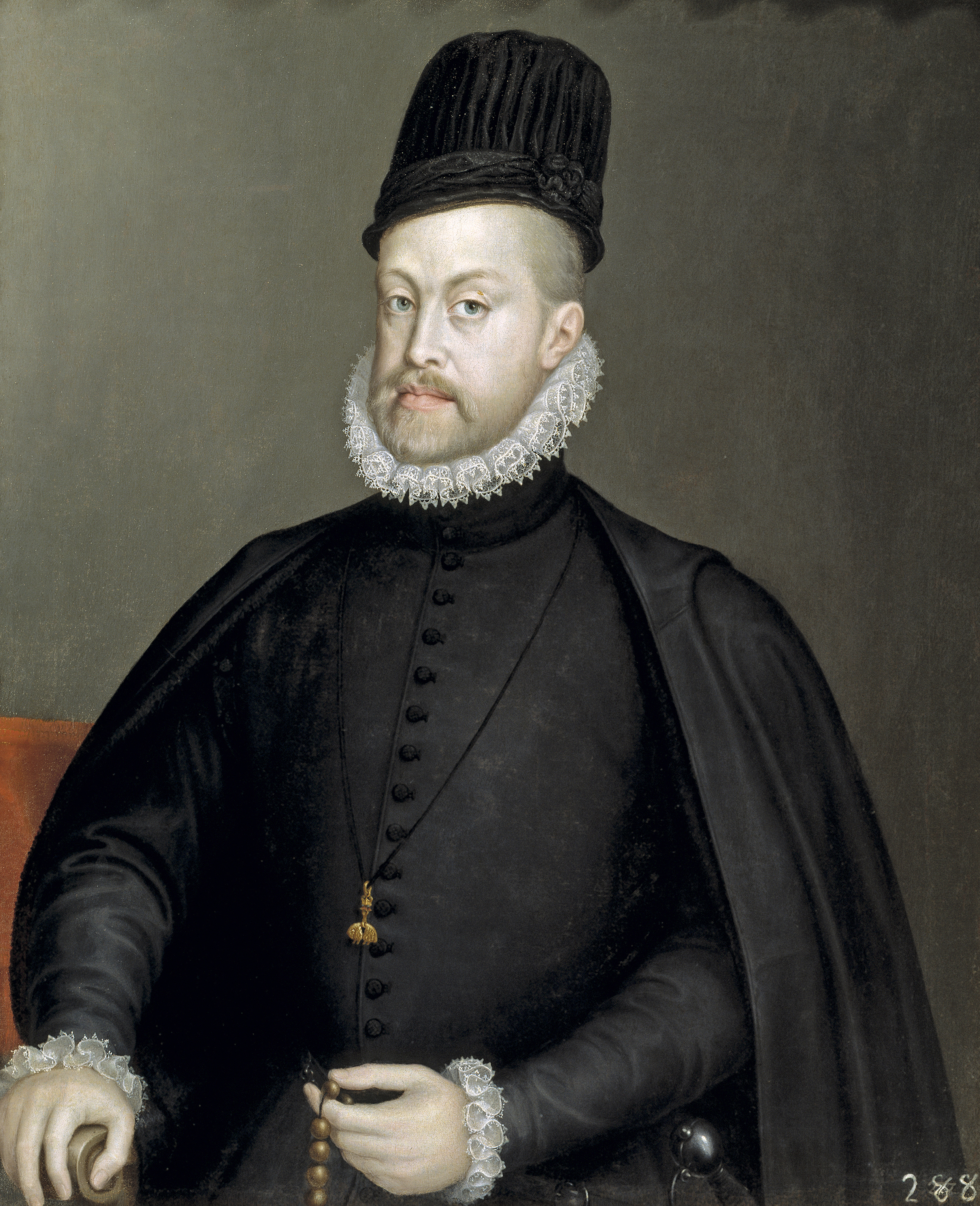
Filippo II, VI Gran Maestro

| Luogo e anno di conferimento | Nome                                         | Nascita    | Morte          | Note                                                                          |
| ---------------------------- | -------------------------------------------- | ---------- | -------------- | ----------------------------------------------------------------------------- |
| Bruges, 1478                 | Massimiliano I d'Asburgo                     | 1459       | 1519           | Imperatore del Sacro Romano Impero, Gran Maestro dal 1477 al 1482             |
| Bruges, 1478                 | Willem IV van Egmont                         | 1412       | 1483           | Duca di Geldria                                                               |
| Bruges, 1478                 | Wolfert VI van Borselen                      | 1430       | 1487           | Maresciallo di Francia                                                        |
| Bruges, 1478                 | Joost de Lalaing                             | 1437       | 1483           | Signore de Montigny                                                           |
| Bruges, 1478                 | Jacques I de Luxembourg                      | 1443       | 1517           | Signore di Fiennes                                                            |
| Bruges, 1478                 | Filippo di Borgogna-Beveren                  | c. 1450    | 1498           | Signore di Beveren                                                            |
| Bruges, 1478                 | Pietro II di Lussemburgo-Saint-Pol           | 1440       | 1483           | Conte di Saint-Pol                                                            |
| Bruges, 1478                 | Giacomo di Savoia-Romont                     | 1450       | 1486           | Conte di Romont e Signore di Vaud                                             |
| Bruges, 1478                 | Bertram di Liechtenstein                     | ?          | 1493           | Signore di Liechtenstein                                                      |
| 1481                         | Filippo il Bello                             | 1479       | 1506           | Re consorte di Castiglia, Gran Maestro dal 1482 al 1506                       |
| 1481                         | Giovanni IV di Ligne                         | 1435       | 1491           | Signore di Ligne                                                              |
| 1481                         | Pierre I de Henin                            | 1433       | 1490           | Signore di Boussu                                                             |
| 1481                         | Baldovino II di Lannoy                       | 1436       | 1501           | Signore di Molenbeek                                                          |
| 1481                         | Guglielmo de la Baume                        | ?          | 1516           | Signore d'Irlain                                                              |
| 1481                         | Giovanni III di Glymes                       | 1452       | 1531           | Signore di Bergen-op-Zoom                                                     |
| 1481                         | Martino di Polheim                           | ?          | 1498           | Signore di Polheim                                                            |
| 1481                         | Claude de Toulonjon                          | ?          | ?              | Signore de la Bastie                                                          |
| 1491                         | Federico III d'Asburgo                       | 1415       | 1493           | Imperatore del Sacro Romano Impero                                            |
| 1491                         | Enrico VII d'Inghilterra                     | 1457       | 1509           | Re d'Inghilterra                                                              |
| 1491                         | Alberto III di Sassonia                      | 1443       | 1500           | Duca di Sassonia                                                              |
| 1491                         | Enrico III de Witthem                        | 1440       | 1515           | Signore di Beersel                                                            |
| 1491                         | Pierre de Lannoy                             | 1445       | 1510           | Signore di Fresnoy                                                            |
| 1491                         | Eberardo V di Württemberg                    | 1445       | 1496           | Duca di Württemberg                                                           |
| 1491                         | Claudio de Neufchâtel                        | ?          | 1505           | Signore de Fay                                                                |
| 1491                         | Giovanni III di Egmont                       | 1439       | 1516           | Conte di Egmont                                                               |
| 1491                         | Cristoforo I di Baden-Hachberg               | 1453       | 1527           | Duca di Baden                                                                 |
| 1491                         | Giovanni V di Kruiningen                     | 1460       | 1513           | Signore di Kruiningen                                                         |
| 1491                         | Carlo I di Croy                              | 1455       | 1527           | Principe di Chimay                                                            |
| 1491                         | Guglielmo di Croÿ                            | 1458       | 1521           | Signore di Chièvres, Duca di Sora e di Arce                                   |
| 1491                         | Ugo di Melun                                 | 1454       | 1524           | Duca di Gand                                                                  |
| 1491                         | Giacomo II di Lussemburgo                    | ?          | 1535           | Signore di Fiennes                                                            |
| 1501                         | Carlo V d'Asburgo                            | 1500       | 1558           | Imperatore del Sacro Romano Impero, Gran Maestro dell'Ordine dal 1506 al 1555 |
| 1501                         | Wolfgang von Polheim                         | 1458       | 1512           |                                                                               |
| 1501                         | Eitel Federico II di Hohenzollern            | 1458       | 1512           | Conte di Zollern                                                              |
| 1501                         | Corneille de Berghe                          | 1458       | 1516           | Signore di Zevenberghe                                                        |
| 1501                         | Filippo di Borgogna                          | 1466       | 1542           | Vescovo di Utrecht                                                            |
| 1501                         | Michel de Croy                               | ?          | 1516           | Signore di Sempy                                                              |
| 1501                         | Giovanni di Lussemburgo                      | ?          | 1508           | Signore di Ville                                                              |
| 1501                         | Filiberto II di Savoia                       | 1480       | 1504           | Duca di Savoia                                                                |
| 1505                         | Enrico VIII d'Inghilterra                    | 1491       | 1547           | Re d'Inghilterra                                                              |
| 1505                         | Paul von Liechtenstein                       | ?          | ?              |                                                                               |
| 1505                         | Carlo I di Lalaing                           | 1466       | 1525           |                                                                               |
| 1505                         | Wolfgang von Fürstenberg                     | 1465       | 1509           |                                                                               |
| 1505                         | Juan Manuel de Belmonte                      | ?          | 1535           | Signore di Belmonte                                                           |
| 1505                         | Floris d'Egmont                              | 1469       | 1539           | Conte di Buren                                                                |
| 1505                         | Giacomo III di Horne                         | ?          | 1530           | Conte di Hornes                                                               |
| 1505                         | Enrico III di Nassau-Breda                   | 1483       | 1538           | Conte di Nassau-Breda                                                         |
| 1505                         | Ferry de Croy                                | ?          | 1524           | Signore di Roeulx                                                             |
| 1505                         | Filiberto de Vere                            | ?          | 1512           | Signore di Vere                                                               |
| 1515                         | Francesco I di Francia                       | 1494       | 1547           | Re di Francia                                                                 |
| 1515                         | Ferdinando I d'Asburgo                       | 1503       | 1564           | Imperatore del Sacro Romano Impero                                            |
| 1515                         | Federico II del Palatinato                   | 1482       | 1556           | Elettore Palatino                                                             |
| 1515                         | Giovanni di Brandenburg-Ansbach              | 1493       | 1525           | Viceré di Valencia                                                            |
| 1515                         | Guy de la Baume                              | ?          | 1516           | Conte de Montrevel                                                            |
| 1515                         | Hoyer VI de Mansfeld                         | 1484       | 1540           | Conte di Mansfeld                                                             |
| 1515                         | Laurent de Gorrevod                          | ?          | 1527           | Conte di Pont de Vaux                                                         |
| 1515                         | Philippe II de Croÿ                          | 1496       | 1549           | Duca di Aarschot.                                                             |
| 1515                         | Jacques de Gavre                             | ?          | 1537           | Signore di Frezin                                                             |
| 1515                         | Antonio di Croy                              | ?          | 1546           | Signore di Tour-sur-Marne e Sempy                                             |
| 1515                         | Antoine de Lalaing                           | 1480       | 1540           | Conte di Hoogstraten                                                          |
| 1515                         | Carlo di Lannoy                              | 1482       | 1527           | Signore di Senzeille                                                          |
| 1515                         | Adolfo di Borgogna                           | 1489       | 1540           | Signore di Beveren                                                            |
| 1515                         | Filiberto di Chalon                          | 1502       | 1530           | Principe d'Orange                                                             |
| 1515                         | Felix di Werdenberg                          | ?          | 1530           | Conte di Werdenberg                                                           |
| 1515                         | Manuele I di Portogallo                      | 1469       | 1521           | Re di Portogallo                                                              |
| 1515                         | Luigi II d'Ungheria e Boemia                 | 1506       | 1526           | Re d'Ungheria e Boemia                                                        |
| 1515                         | Michael von Wolkenstein                      | ?          | 1523           |                                                                               |
| 1515                         | Massimiliano di Hornes                       | ?          | 1542           | Signore di Gaesbeek                                                           |
| 1515                         | Guglielmo di Ribaupierre                     | 1468       | 1547           | Signore di Ribaupierre                                                        |
| 1515                         | Giovanni III de Trazegnies                   | 1470       | 1550           | Barone di Trazegnies                                                          |
| 1515                         | Jean van Wassenaar                           | 1483       | 1523           | Visconte di Leida                                                             |
| 1515                         | Massimiliano di Berghes                      | ?          | 1545           | Signore di Zevenbergen                                                        |
| 1515                         | François de Melun                            | ?          | 1547           | Conte d'Espinoy                                                               |
| 1515                         | Giovanni IV d'Egmont                         | 1499       | 1528           | Conte di Egmont                                                               |
| 1519                         | Fadrique Álvarez de Toledo y Enríquez        | c. 1460    | 1531           | Duca d'Alba                                                                   |
| 1519                         | Diego López Pacheco y Portocarrero           | 1456       | 1529           | Duca d'Escalona                                                               |
| 1519                         | Diego Hurtado de Mendoza                     | 1461       | 1531           | III duca dell'Infantado                                                       |
| 1519                         | Íñigo Fernández de Velasco                   | 1460       | 1528           | Duca di Frías                                                                 |
| 1519                         | Álvaro de Zúñiga                             | 1455       | 1531           | Duca di Béjar                                                                 |
| 1519                         | Antonio Manrique de Lara                     | 1466       | 1535           | Duca di Najera                                                                |
| 1519                         | Ferdinando I Folch de Cardona                | c. 1470    | 1543           | Duca di Cardona                                                               |
| 1519                         | Pietro Antonio Sanseverino                   | c. 1500    | 1559           | Principe di Bisignano                                                         |
| 1519                         | Fadrique Enríquez de Velasco                 | 1460       | 1538           | III conte di Melgar                                                           |
| 1519                         | Álvaro Pérez Osorio                          | ?          | 1523           | III marchese di Astorga                                                       |
| 1519                         | Cristiano II di Danimarca                    | 1481       | 1559           | Re di Danimarca                                                               |
| 1519                         | Sigismondo I di Polonia                      | 1467       | 1548           | Re di Polonia                                                                 |
| 1519                         | Giacomo di Lussemburgo                       | ?          | 1530           | Conte di Gavre                                                                |
| 1519                         | Adriano di Croy                              | ?          | 1555           | Conte di Roeulx                                                               |
| 1531                         | Giovanni III di Portogallo                   | 1502       | 1557           | Re di Portogallo                                                              |
| 1531                         | Giacomo V di Scozia                          | 1512       | 1542           | Re di Scozia                                                                  |
| 1531                         | Ferdinando d'Aragona                         | 1488       | 1550           | Duca di Calabria                                                              |
| 1531                         | Pedro Fernández de Velasco y Tovar           | 1485       | 1559           | Duca di Frías                                                                 |
| 1531                         | Filippo del Palatinato-Neuburg               | 1503       | 1548           | duca del Palatinato-Neuburg                                                   |
| 1531                         | Giorgio di Sassonia                          | 1471       | 1539           | Duca di Sassonia                                                              |
| 1531                         | Beltrán de la Cueva                          | 1477       | 1560           | Duca di Albuquerque                                                           |
| 1531                         | Andrea Doria                                 | 1466       | 1560           | Principe di Melfi                                                             |
| 1531                         | Filippo II di Spagna                         | 1527       | 1598           | Re di Spagna, Gran Maestro dell'Ordine dal 1555 al 1598                       |
| 1531                         | Reinoud III van Brederode                    | 1492       | 1556           | Signore di Brederode e Vianen                                                 |
| 1531                         | Ferrante I Gonzaga                           | 1507       | 1557           | conte di Guastalla                                                            |
| 1531                         | Nicola di Salm                               | 1503       | 1550           | Conte di Salm                                                                 |
| 1531                         | Claude de la Baume                           | ?          | 1541           | Signore di Mont-Saint-Sorlin                                                  |
| 1531                         | Antonio di Berghes                           | 1503       | 1567           | Marchese di Berghes                                                           |
| 1531                         | Jean de Hennin                               | 1480       | 1562           | conte di Boussu                                                               |
| 1531                         | Carlo di Lalaing                             | 1506       | 1558           | Conte di Lalaing                                                              |
| 1531                         | Lodewijk van Praet                           | 1488       | 1555           | Statolder di Olanda e Zelanda                                                 |
| 1531                         | Georg Schenck van Toutenburg                 | 1480       | 1540           | Statolder di Frisia                                                           |
| 1531                         | Filippo di Lannoy                            | 1460       | 1535           | Visconte di Sebourg                                                           |
| 1531                         | Filippo di Lannoy                            | 1487       | 1543           | Signore di Molembaix                                                          |
| 1531                         | Alfonso III d'Avalos                         | 1502       | 1546           | Marchese del Vasto                                                            |
| 1531                         | Francisco de Zuñiga                          | ?          | 1536           | Conte di Miranda                                                              |
| 1531                         | Massimiliano d'Egmont                        | 1509       | 1548           | Statolder di Frisia                                                           |
| 1531                         | Renato di Châlon                             | 1518       | 1544           | Principe d'Orange                                                             |
| 1546                         | Massimiliano II d'Asburgo                    | 1527       | 1576           | Imperatore del Sacro Romano Impero                                            |
| 1546                         | Iñigo Lopez de Mendoza                       | 1503       | 1566           | IV duca dell'Infantado                                                        |
| 1546                         | Fernando Álvarez de Toledo                   | 1508       | 1582           | Duca d'Alba                                                                   |
| 1546                         | Cosimo I de' Medici                          | 1519       | 1574           | Granduca di Toscana                                                           |
| 1546                         | Alberto V di Baviera                         | 1528       | 1579           | Duca di Baviera                                                               |
| 1546                         | Emanuele Filiberto di Savoia                 | 1528       | 1580           | Duca di Savoia                                                                |
| 1546                         | Ottavio Farnese                              | 1524       | 1586           | Duca di Parma                                                                 |
| 1546                         | Juan Esteban Manrique de Lara y Cardona      | 1504       | 1558           | Duca di Najera                                                                |
| 1546                         | Friedrich von Fürstenberg                    | 1496       | 1559           |                                                                               |
| 1546                         | Filippo di Lannoy                            | 1514       | 1553           | Principe di Sulmona                                                           |
| 1546                         | Joachim di Rye                               | ?          | ?              | Signore di Rye                                                                |
| 1546                         | Ponthus de Lalaing                           | 1508       | 1558           | Signore di Bugnicourt                                                         |
| 1546                         | Lamoral di Egmont                            | 1522       | 1568           | Principe di Gavre                                                             |
| 1546                         | Claude de Vergy                              | 1495       | 1560           | Conte di Gruères                                                              |
| 1546                         | Jacques di Ligne                             | ?          | 1552           | Conte di Ligne                                                                |
| 1546                         | Massimiliano di Borgogna                     | 1514       | 1558           | Statolder di Olanda, Zelanda e Utrecht                                        |
| 1546                         | Pietro Ernesto I di Mansfeld                 | 1517       | 1604           | Conte di Mansfeld                                                             |
| 1546                         | Giovanni di Ligne                            | 1525       | 1568           | Conte di Aremberg                                                             |
| 1546                         | Pierre de Barbançon                          | 1500       | 1557           | Stadtholder di Hainault                                                       |
| 1546                         | Jean de Lannoy                               | 1509       | 1560           | Signore di Molembaix                                                          |
| 1546                         | Pedro Fernández de Córdoba                   | 1518       | 1552           | Conte di Feria                                                                |
| 1555                         | Enrico il Pacifico di Brunswick-Lüneburg     | 1489       | 1568           | Duca di Brunswick-Lüneburg                                                    |
| 1555                         | Ferdinando II d'Austria                      | 1529       | 1595           | duca dell'Austria Anteriore e conte del Tirolo                                |
| 1555                         | Philippe III de Croÿ                         | 1521       | 1595           | duca di Aarschot                                                              |
| 1555                         | Gonzalo II Fernández de Córdoba              | 1520       | 1578           | Duca di Sessa                                                                 |
| 1555                         | Don Carlos                                   | 1545       | 1568           | Principe delle Asturie                                                        |
| 1555                         | Luis Enríquez Téllez-Girón                   | ?          | 1572           | II duca di Medina de Rioseco                                                  |
| 1555                         | Alfonso di Aragona                           | ?          | 1562           | duca di Cardona                                                               |
| 1555                         | Charles de Berlaymont                        | 1510       | 1578           | Barone di Berlaymont                                                          |
| 1555                         | Filippo di Stavele                           | 1508       | 1562           | Barone di Chaumont                                                            |
| 1555                         | Carlo di Brimeu                              | 1524/25    | 1572           | Conte di Meghem                                                               |
| 1555                         | Filippo di Montmorency                       | 1518       | 1568           | Conte di Horn                                                                 |
| 1555                         | Giovanni IV di Glimes                        | 1528       | 1567           | Marchese di Berghes                                                           |
| 1555                         | Guglielmo I d'Orange                         | 1533       | 1584           | Principe di Orange                                                            |
| 1555                         | Giovanni I della Frisia orientale            | ?          | 1563           | conte della Frisia orientale                                                  |
| 1555                         | Vratislav von Pernstein                      | 1530       | 1592           |                                                                               |
| 1555                         | Francesco Ferdinando d'Avalos                | ?          | 1571           | Marchese di Pescara                                                           |
| 1555                         | Antonio Doria                                | ?          | 1577           | Marchese di Santo Stefano                                                     |
| 1555                         | Sforza I Sforza                              | 1520       | 1575           | Conte di Santa Fiora                                                          |
| 1559                         | Guidobaldo II Della Rovere                   | 1514       | 1574           | Duca d'Urbino                                                                 |
| 1559                         | Marcantonio Colonna                          | 1535       | 1584           | Duca di Paliano                                                               |
| 1559                         | Filippo di Montmorency                       | 1502       | 1566           | Signore di Achricourt                                                         |
| 1559                         | Baldovino di Lannoy                          | 1518       | 1559           | Signore di Molembaix                                                          |
| 1559                         | Guglielmo di Croÿ                            | 1527       | 1565           | Marchese di Renty                                                             |
| 1559                         | Floris di Montmorency                        | 1528       | 1567           | Signore di Montigny                                                           |
| 1559                         | Filippo di Ligne                             | 1533       | 1583           | Conte di Ligne                                                                |
| 1559                         | Carlo di Lannoy                              | 1537       | 1568           | Principe di Sulmona                                                           |
| 1559                         | Antonio di Lalaing                           | 1535       | 1568           | Conte di Hoogstraten                                                          |
| 1560                         | Francesco II di Francia                      | 1544       | 1560           | Re di Francia                                                                 |
| 1561                         | Joachim von Neuhaus                          | ?          | 1584           | barone di Neuhaus                                                             |
| 1565                         | Carlo IX di Francia                          | 1550       | 1574           | Re di Francia                                                                 |
| 1566                         | Don Giovanni d'Austria                       | 1547       | 1578           | Governatore dei Paesi Bassi                                                   |
| 1573                         | Eric II di Brunswick-Calenberg               | 1528       | 1584           | duca di Brunswick-Calenberg                                                   |
| 1581                         | Giovanni I di Braganza                       | 1547       | 1583           | Duca di Braganza                                                              |
| 1581                         | Alonso Pérez de Guzmán y Sotomayor           | 1550       | 1615           | Duca di Medina Sidonia                                                        |
| 1583                         | Filippo III di Spagna                        | 1578       | 1621           | Re di Spagna, Gran Maestro dell'Ordine dal 1598 al 1621                       |
| 1585                         | Carlo Emanuele I di Savoia                   | 1562       | 1630           | Duca di Savoia                                                                |
| 1585                         | Luis Enríquez de Cabrera                     | ?          | 1596           | III duca di Medina di Rioseco                                                 |
| 1585                         | Juan de la Cerda                             | 1544       | 1594           | Duca di Medinaceli                                                            |
| 1585                         | Rodolfo II d'Asburgo                         | 1552       | 1612           | Sacro Romano Imperatore                                                       |
| 1585                         | Carlo II d'Austria                           | 1540       | 1590           | Arciduca d'Austria                                                            |
| 1585                         | Ernesto d'Austria                            | 1513       | 1595           | Arciduca d'Austria                                                            |
| 1585                         | Guglielmo von Rosenberg                      | 1535       | 1592           |                                                                               |
| 1585                         | Leonhard Harrach von Rohrau und Pirckenstein | 1514       | 1590           |                                                                               |
| 1585                         | Horace de Lannoy                             | ?          | 1597           | Principe di Sulmona                                                           |
| 1585                         | Guglielmo V di Baviera                       | 1548       | 1626           | Duca di Baviera                                                               |
| 1585                         | Francesco I de' Medici                       | 1541       | 1587           | Granduca di Toscana                                                           |
| 1585                         | Alessandro Farnese                           | 1545       | 1592           | Duca di Parma                                                                 |
| 1585                         | Francesco Maria II Della Rovere              | 1549       | Duca di Urbino |                                                                               |
| 1585                         | Vespasiano I Gonzaga                         | 1531       | 1591           | Duca di Sabbioneta                                                            |
| 1585                         | Carlo d'Aragona Tagliavia                    | c. 1520    | 1599           | Duca di Terranova                                                             |
| 1585                         | Diego Fernández de Córdoba y Zúñiga          | 1524       | 1601           | III marchese di Comares                                                       |
| 1586                         | Marc de Rye                                  | ?          | 1599           | Marchese di Varambon                                                          |
| 1586                         | Massimiliano della Frisia Orientale          | 1542       | 1600           |                                                                               |
| 1586                         | Carlo d'Arenberg                             | 1550       | 1616           | Principe di Ligne                                                             |
| 1586                         | Florent de Berlaymont                        | ?          | 1626           | Conte di Berlaymont                                                           |
| 1586                         | Filippo Guglielmo d'Egmont                   | 1558       | 1590           | Principe di Gavre                                                             |
| 1586                         | Emanuel Philibert de Lalaing                 | 1547       | 1590           | Marchese di Renty                                                             |
| 1586                         | Robert de Melun, Prince d'Espinoy            | 1550       | 1585           |                                                                               |
| 1586                         | Alfonso Felice d'Avalos                      | 1564       | 1593           | Marchese di Pescara                                                           |
| 1586                         | François de Vergy                            | 1530       | 1591           | Conte de Champlitte                                                           |
| 1586                         | Francisco de Santapau                        | ?          | 1590           | Principe di Butera                                                            |
| 1587                         | Onorato Caetani                              | 1541       | 1592           | Marchese di Cisterna                                                          |
| 1587                         | Hans von Khevenhüller-Frankenburg            | 1538       | 1606           | Conte di Frankenburg                                                          |
| 1589                         | Vincenzo I Gonzaga                           | 1562       | 1612           | Duca di Mantova                                                               |
| 1593                         | Iñigo López de Mendoza                       | 1536       | 1601           | V Duca dell'Infantado                                                         |
| 1593                         | Juan Fernández Pacheco y Toledo              | 1563       | 1615           | V duca di Escalona                                                            |
| 1593                         | Pietro de' Medici                            | 1554       | 1604           | Figlio ultimogenito di Cosimo I de' Medici                                    |
| 1596                         | Mattia d'Asburgo                             | 1557       | 1619           | arciduca d'Austria                                                            |
| 1596                         | Ferdinando II d'Asburgo                      | 1578       | 1637           | arciduca d'Austria                                                            |
| 1596                         | Zsigmond Báthory                             | 1572       | 1613           | Voivoda di Transilvania                                                       |
| 1599                         | Alberto d'Austria                            | 1559       | 1621           | arciduca d'Austria                                                            |
| 1599                         | Luis Enríquez de Cabrera y Mendoza           |            | 1600           | IV duca di Medina de Rioseco                                                  |
| 1599                         | Ferrante II Gonzaga                          | 1563       | 1630           | Duca di Ariano                                                                |
| 1599                         | Juan Luis de la Cerda y Aragón               | 1569       | 1607           | VI duca di Medinaceli                                                         |
| 1599                         | Antonio Álvarez de Toledo y Beaumont         | 1568       | 1639           | V duca d'Alba                                                                 |
| 1599                         | Charles III de Croÿ                          | 1560       | 1612           | IV duca di Aarschot                                                           |
| 1599                         | Charles Philippe de Croÿ                     | 1549       | 1613           | Marchese di Havré                                                             |
| 1599                         | Philippe II de Croÿ                          | 1562       | 1612           | Conte di Solre                                                                |
| 1599                         | Filippo Guglielmo d'Orange                   | 1554       | 1618           | Principe d'Orange                                                             |
| 1599                         | Lamoral I di Ligne                           | 1563       | 1624           | III conte di Ligne                                                            |
| 1599                         | Carlo di Egmont                              | 1567       | 1620           | VII conte di Egmond, IV principe di Gavre                                     |
| 1599                         | Claude de Vergy                              | circa 1556 | 1602           | Conte di Champlitte                                                           |
| 1600                         | Pietro Caetani                               | 1564       | 1614           | Duca di Sermoneta                                                             |
| 1600                         | Sigismondo III di Polonia                    | 1566       | 1632           | Re di Polonia                                                                 |
| 1600                         | Ranuccio I Farnese                           | 1569       | 1622           | Duca di Parma                                                                 |
| 1600                         | Diego Enríquez de Guzmán                     |            | 1604           | V duca di Alba de Liste                                                       |
| 1600                         | Massimiliano I di Baviera                    | 1573       | 1651           | Duca di Baviera                                                               |